# Чемпионат Португалии по мини-футболу
Чемпионат Португалии по мини-футболу, также известный как Лига Плакард (порт. Liga Placard) — профессиональная мини-футбольная лига в Португалии. Чемпион определяется в результате плей-офф. Проводится с 1990 года.
«Бенфика» и «Спортинг» в разные годы становились призёрами Кубка УЕФА по мини-футболу, что говорит о высоком уровне чемпионата.

## Участники сезона 2023/2024
- Белененсиш (Белененсиш)
- Бенфика (Лиссабон)
- Брага (Брага)
- Кандозу (Гимарайнш)
- Кашинаш (Повуа-ди-Варзин)
- Кинта душ Ломбуш (Каркавелуш)
- Леойнш Порту Салву (Порту-Салву)
- Спортинг (Лиссабон)
- Торриэнси (Торриш-Ведраш)
- Феррейра ду Зезери (Феррейра-ду-Зезери)
- Фундан (Фундан)
- Электрику (Понти-ди-Сор)

## Победители
- 1991 — Спортинг
- 1992 — Сантуш Венда Нова[англ.]
- 1993 — Спортинг
- 1993/94[англ.] — Спортинг
- 1994/95 — Спортинг
- 1995/96 — Корею да Манья[англ.]
- 1996/97 — Мирамар[англ.]
- 1997/98 — Корею да Манья[англ.]
- 1998/99 — Спортинг
- 1999/00 — Мирамар[англ.]
- 2000/01 — Спортинг
- 2001/02[итал.] — Фрейшиейру[англ.]
- 2002/03[итал.] — Бенфика
- 2003/04[итал.] — Спортинг
- 2004/05[порт.] — Бенфика
- 2005/06[порт.] — Спортинг
- 2006/07 — Бенфика
- 2007/08[порт.] — Бенфика
- 2008/09[англ.] — Бенфика
- 2009/10 — Спортинг
- 2010/11[порт.] — Спортинг
- 2011/12[порт.] — Бенфика
- 2012/13[порт.] — Спортинг
- 2013/14[порт.] — Спортинг
- 2014/15[порт.] — Бенфика
- 2015/16[порт.] — Спортинг
- 2016/17[англ.] — Спортинг
- 2017/18[англ.] — Спортинг
- 2018/19[англ.] — Бенфика
- 2019/20 — не был завершён из-за пандемии COVID-19
- 2020/21 — Спортинг
- 2021/22 — Спортинг
- 2022/23 — Спортинг
- 2023/24 — Спортинг
- 2024/25 — Бенфика

### Итого
- Спортинг: 19
  - 1991, 1993, 1993/94, 1994/95, 1998/99, 2000/01, 2003/04, 2005/06, 2009/10, 2010/11, 2012/13, 2013/14, 2015/16, 2016/17, 2017/18, 2020/21, 2021/22, 2022/23, 2023/24

- Бенфика: 9
  - 2002/03, 2004/05, 2006/07, 2007/08, 2008/09, 2011/12, 2014/15, 2018/19, 2024/25

- Корею да Манья: 2
  - 1995/96, 1997/98

- Мирамар: 2
  - 1996/97, 1999/00

- Сантуш Венда Нова: 1
  - 1992

- Фрейшиейру:1
  - 2001/02